# Håkan Hagegård

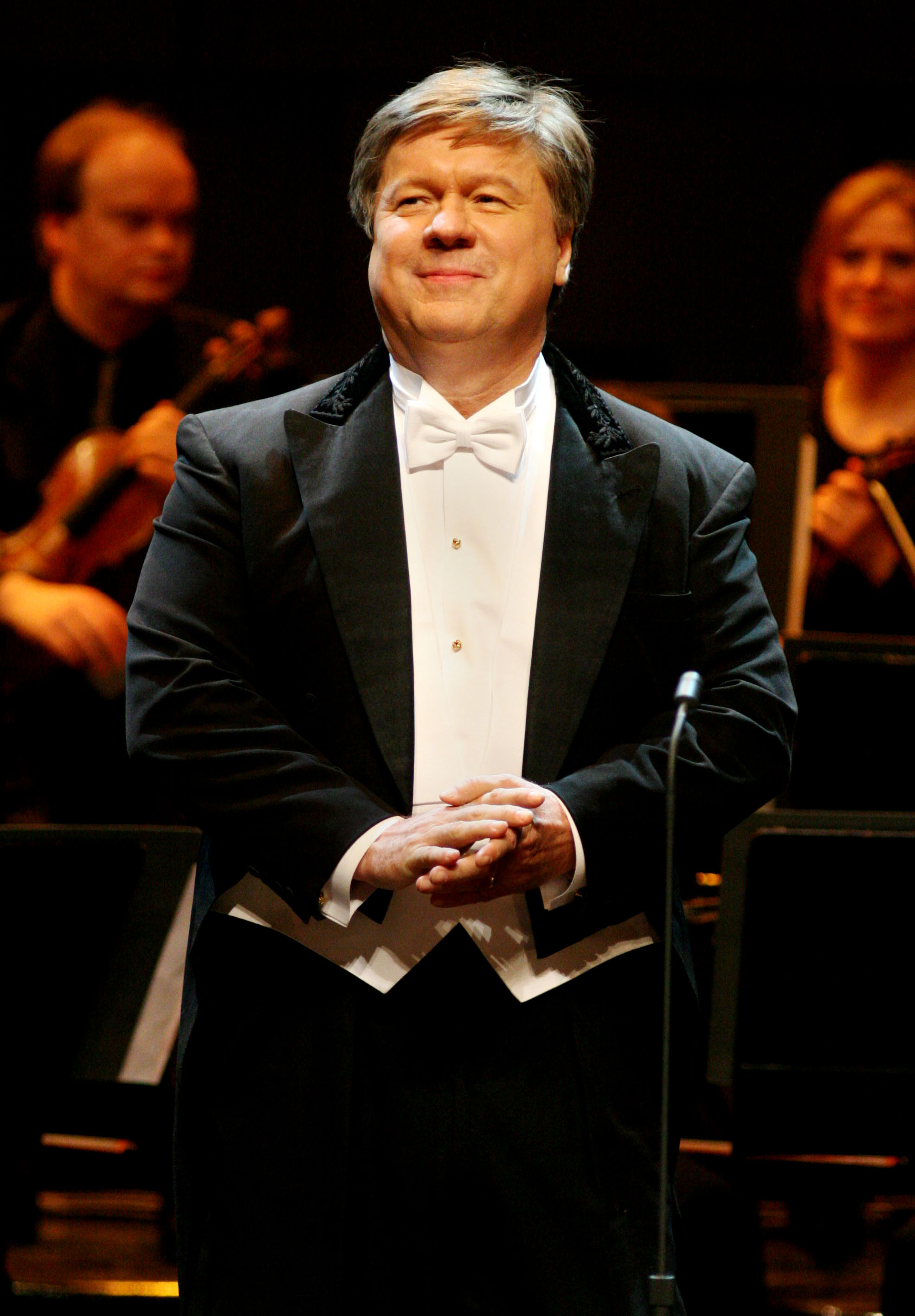
El barítono operístico sueco Håkan Hagegård en la ceremonia del Premio Polar de Música 2005 en la Sala de Conciertos de Estocolmo.

Håkan Hagegård (Karlstad, 25 de noviembre de 1945) es un barítono sueco, cantante de ópera. Fue nombrado "cantante de la corte" ("Hovsångare") en 1985.
Håkan Hagegård estudió en el Conservatorio Real Sueco (Kungliga Musikhögskolan) de Estocolmo y en el Mozarteum de Salzburgo. Debutó en 1968 en el papel de Papageno en La flauta mágica (Die Zauberflöte) de Mozart en la Ópera Real (Kungliga Operan) de Estocolmo. Debutó en el Teatro Metropolitan de Nueva York, en 1978. Ha actuado también en las mayores salas del mundo, como Glyndebourne, Covent Garden, La Scala, Wiener Staatsoper, Concertgebouw, Deutsche Oper Berlin o el Teatro Colón.
Para el gran público, Hagegård es principalmente conocido por su papel de Papageno en la versión fílmica de La flauta mágica de Ingmar Bergman (Trollflöjten, 1975), filmada en el teatro de Drottningholm. 
Håkan Hagegård trabajó también como profesor en la cátedra ”Birgit Nilsson” del Conservatorio Real Sueco (Kungliga Musikhögskolan) y en el Conservatorio noruego (Norges Musikhögskolan) de Oslo.
Estuvo casado con la soprano norteamericana Barbara Bonney.
- Datos: Q724958
- Multimedia: Håkan Hagegård / Q724958